# Heinrich xứ Mecklenburg-Schwerin
Công tước Heinrich xứ Mecklenburg-Schwerin (tiếng Đức: Heinrich Wladimir Albrecht Ernst; tiếng Hà Lan: Hendrik Vladimir Albrecht Ernst; 19 tháng 4 năm 1876 – 3 tháng 7 năm 1934) là Vương tế của Hà Lan từ ngày 7 tháng 2 năm 1901 cho đến khi ông qua đời năm 1934 với tư cách là chồng của Nữ vương Wilhelmina. Ông trở thành người phối ngẫu vương thất giữ vị trí lâu nhất trong lịch sử Hà Lan.
Ban đầu, Nữ vương Wilhelmina đã hết lòng vì chồng mình, nhưng trên thực tế, Heinrich là một người đàn ông trăng hoa, với nhiều cuộc tình vụng trộm, trong số các người tình, ông đã có con ngoài giá thú với 1 người. Càng về lâu dài, cuộc hôn nhân của họ chỉ còn lại nghĩa vụ sinh ra người thừa kế cho hoàng gia Hà Lan, và Vương nữ Juliana, nữ vương tương lai chính là con gái duy nhất của họ.

## Tiểu sử
Đại công tử Heinrich sinh ngày 19 tháng 4 năm 1876 tại Schwerin. Ông là con trai út của Friedrich Franz II, Đại công tước xứ Mecklenburg-Schwerin, và người vợ thứ 3, Marie xứ Schwarzburg-Rudolstadt.
Vào ngày 6 tháng 2 năm 1901, Heinrich được phong làm Vương tế Hà Lan và ngày hôm sau, ngày 7 tháng 2, ông kết hôn với Nữ vương Wilhelmina ở The Hague. Đứa con duy nhất của họ là Vương nữ Juliana, sinh năm 1909. Vào ngày 4 tháng 9 năm 1948, Wilhelmina thoái vị và trao ngai vàng cho Juliana kế vị.
Henry cũng có ít nhất một đứa con ngoài giá thú, Pim Lier với tình nhân Willemina Martina Wenneker (1887-1973). Sinh năm 1918, Lier cuối cùng đã trở nên nổi tiếng trong nền chính trị Hà Lan thời hậu chiến với tư cách là chủ tịch Đảng Trung tâm cực hữu. Việc sinh con trai ngoài giá thú có thể chỉ là hậu quả dẫn đến từ mối quan hệ ngày càng căng thẳng giữa công tước với vợ. Điều đó càng trở nên rõ ràng hơn vào thời điểm diễn ra lễ khai mạc Thế vận hội Mùa hè Amsterdam năm 1928. Heinrich đã tham dự và thậm chí còn chủ trì các lễ hội, nhưng Wilhelmina tránh xa và nói rằng bà không thể tham dự bởi niềm tin tôn giáo cá, bà cho rằng sự kiện này không nên diễn ra vào Chủ nhật.
Heinrich trở thành Hiệp sĩ thứ 279 của Huân chương Tháp và Kiếm, và vào năm 1924, ông được bổ nhiệm làm Hiệp sĩ thứ 1.157 của Huân chương Lông cừu vàng.
Ông tạ thế tại The Hague, Hà Lan, vào ngày 3 tháng 7 năm 1934, thọ 58 tuổi, ông mất trước vợ mình 28 năm.

## Quan hệ ngoài hôn nhân
Vương tế Heinrich được biết là có nhiều cuộc tình ngoài hôn nhân. Có tin đồn rằng, về tổng thể, Heinrich có từ 3 đến 10 đứa con ngoài giá thú, nhưng bằng chứng vẫn chưa chắc chắn, ngoại trừ Albrecht Willem Lier, được biết đến với cái tên Pim Lier đã nêu ở trên (22 tháng 7 năm 1918 – 9 tháng 4 năm 2015). Sau khi Heinrich qua đời vào năm 1934, Nữ vương Wilhelmina đã đứng ra trả trợ cấp hàng tháng cho ba tình nhân cũ được biết đến của ông, gồm có: Julia Cervey ở Geneva (200 guilder mỗi tháng); Wilhelmine Steiner ở Zurich (500 guilder mỗi tháng); và Mien Lier-Wenneker (1887-1973), ở The Hague (500 guilder mỗi tháng).